# Kriptozaštita
Kriptozaštita je jedna od dvije glavne oblasti kriptologije, posebna djelatnost vojnih, državnih (diplomatskih, sigurnosnih, ekonomskih) i drugih organa i organizacija u cilju osiguranja zaštite tajnosti poruka pri prenošenju kanalima veze.
Djelatnost obuhvaća:
- znanstvenoistraživački rad za pronalaženje kriptoloških postupaka i sredstava,
- organizaciju kriptozaštite,
- primjenu kriptozaštite u praksi.

Za obavljanje poslova kriptozaštite se, načelno, formiraju posebni stručni organi.
Zbog značaja koji imaju, sve djelatnosti kriptozaštite svrstavaju se u red vrhunskih tajni i obavezno se uređuju zakonima.

## Vanjske poveznice
Zakoni obrane susjednih država, koji ilustriraju značaj kriptozaštite:
- Zakon o obrani Republike Hrvatske  Arhivirana inačica izvorne stranice od 21. veljače 2021. (Wayback Machine)
- Zakon o odbrani Republike Srbije
- Zakon o odbrani Crne Gore  Arhivirana inačica izvorne stranice od 4. ožujka 2016. (Wayback Machine)
- Zakon o odbrani BiH
- Zakon o obrambi Republike Slovenije